# Рейснер, Лев Михайлович
Лев Миха́йлович Ре́йснер (2 (15) января 1902, Санкт-Петербург, — 17 ноября 1941) — советский моряк-подводник, командир подводной лодки Д-2 «Народоволец» в 1933—1937 годах, кавалер ордена Ленина за успешное подлёдное плавание.

## Биография
Лев Михайлович родился 2 [15] января 1902 года в Санкт-Петербурге. Отец — Павел Дауге (Пауль Георгиевич Дауге), врач-стоматолог, видный общественный деятель, соратник Ленина, первый нарком просвещения Латвии.
В связи с революционной работой и семейными обстоятельствами Павел Дауге передал старшего сына на воспитание семье Рейснеров, с которыми давно дружил. Поэтому Лев получил фамилию Рейснер и отчество приёмного отца, Михаила Андреевича Рейснера.
Сводной сестрой Льва Михайловича стала Лариса Рейснер, известная революционерка, писательница, комиссар Морского Генерального Штаба.
В 1918 году Лев Михайлович окончил Пехотные курсы красных офицеров, в 1924 году военно-морское училище (будущее, с 1926 года, Высшее военно-морское училище им. М. В. Фрунзе), в 1926 году ПК СКУКС (Специальные курсы усовершенствования командного состава).
В 1919—1920 годах служил помощником начальника дивизиона дозорных судов и командиром группы истребителей на Каспийском море и на Волге. Позже вахтенным начальником на линкоре «Марат».
Печатался в советских журналах.
В 1929—1931 годах был помощником командира подводной лодки Д-1 «Декабрист».
В 1932—1933 годах командир подводной лодки «Пантера», в это время под его началом служил будущий известный командир-подводник П. Д. Грищенко.
В 1933—1937 годах командир подводной лодки Д-2 «Народоволец». В 1933 году под его командованием Д-2 в составе ЭОН-1 совершила переход только что построенным Беломорско-Балтийским каналом из Кронштадта в Мурманск, где вместе с Д-1 «Декабрист», эсминцами «Урицкий» и «Рыков» и сторожевыми кораблями «Смерч» и «Ураган» составила Северную военную флотилию, которая положила начало Северному флоту СССР. В 1935 году командовал Д-2 во время подлёдного похода (Баренцево море), за этот поход награждён орденом Ленина.
В 1937 году принял командование одной из строящихся подводных лодок типа «К».
Уволен из РККФ 16 августа 1937 года. Арестован в декабре 1937 года. Приговором Военного трибунала Северного флота от 6 мая 1941 года признан виновным в совершении преступлений, предусмотренных ст. 58-6 и 58-10 УК РСФСР и осужден на 15 лет ИТЛ и 5 лет поражения в правах. Скончался в заключении 17 ноября 1941 года. Реабилитирован Верховным судом СССР 29 февраля 1968 года.